# 애팔리치안 리그
애팔리치안 리그(Appalachian League)는 1937년 창설된 미국 애팔리치안지역의 루키 야구 리그이다. 총 10팀으로 이루어져 있으며 2개의 디비전으로 운영된다.

## 팀
| 디비전 | 팀                   | MLB 팀                | 연고지                                       | 홈구장                   |
| ------ | -------------------- | --------------------- | -------------------------------------------- | ------------------------ |
| 이스트 | 블루필드 블루 제이스 | 토론토 블루 제이스    | 블루필드, 버지니아 블루필드, 웨스트 버지니아 | 보웬 필드                |
| 이스트 | 벌링턴 로열스        | 캔자스시티 로열스     | 벌링턴, 노스캐롤라이나                       | 벌링턴 애슬레틱 스타디움 |
| 이스트 | 댄빌 브레이브스      | 애틀랜타 브레이브스   | 댄빌, 버지니아                               | 아메리칸 리전 필드       |
| 이스트 | 프린스턴 레이스      | 탬파베이 레이스       | 프린스턴, 웨스트 버지니아                    | H.P. 훈니컷 필드         |
| 이스트 | 풀라스키 양키스      | 뉴욕 양키스           | 풀라스키, 버지니아                           | 캘피 파크                |
| 웨스트 | 브리스틀 화이트삭스  | 피츠버그 파이리츠     | 브리스틀, 버지니아                           | 보이스 콕스 필드         |
| 웨스트 | 엘리자베스턴 트윈스  | 미네소타 트윈스       | 엘리자베스턴, 테네시                         | 조 오브라이언 필드       |
| 웨스트 | 그린빌 애스트로스    | 휴스턴 애스트로스     | 그린빌, 테네시                               | 파이어니어 파크          |
| 웨스트 | 존슨 시티 카디널스   | 세인트루이스 카디널스 | 존슨 시티, 테네시                            | 하워드 존슨 필드         |
| 웨스트 | 킹즈포트 메츠        | 뉴욕 메츠             | 킹즈포트, 테네시                             | 헌터 라이트 스타디움     |